# Ф-1 (граната)
Ф-1 (Индекс ГРАУ 57-Г-721); (в просторечии — «э́фка», «фенюша» или «лимонка», иногда «ананас») — ручная противопехотная оборонительная граната. Граната предназначена для поражения живой силы в оборонительном бою. Из-за значительного радиуса разлёта осколков (до 200 метров) метать её можно только из укрытия, бронетранспортёра или танка.
Что же касается наименования «лимонка», то оно появилось в годы Первой мировой войны. Многие считают, что граната получила это название за характерную форму, однако это не соответствует действительности. Дело в том, что та Ф-1, которую мы сегодня привычно называем «лимонкой», — не что иное, как копия французской ручной гранаты образца 1915 года той же марки, только на французском языке — F.1. Однако у такой гранаты был очень несовершенный запал, который подрывал её при ударе и потому требовал большой осторожности в обращении. Англичане обзавелись осколочной гранатой — с гладким корпусом и более надёжным запалом с чекой — конструкции капитана Лемона (на самом деле британцы имели на вооружении гранаты Миллса, которые были такими же ребристыми). Название оказалось «говорящим», а поскольку в русской армии применялись гранаты различных систем, но больше всего среди них было французских, то и название «лимонка» перешло к ним, хотя первоначально так называли английские гранаты — однако единого мнения на сегодня не существует.
Первоначально гранаты Ф-1 снаряжались запалом Ф. В. Ковешникова. В дальнейшем взамен запала системы Ковешникова в 1941 году на снабжение гранаты Ф-1 был принят запал УЗРГ («унифицированный запал к ручным гранатам») советских конструкторов Е. М. Вицени и А. А. Беднякова, после войны он был доработан и служит по сей день под названием УЗРГМ (универсальный запал ручных гранат модернизированный).

## История
В 1922 году артиллерийское ведомство РККА взялось за наведение порядка на своих складах. Согласно отчётам артиллерийского комитета, на вооружении Красной армии в то время находились гранаты семнадцати различных типов. Осколочной оборонительной гранаты собственного производства в Советском Союзе на тот период не было. Поэтому временно на вооружение была принята граната системы Миллса, запасы которой на складах имелись в большом количестве (200 000 штук по состоянию на сентябрь 1925 года). В крайнем случае допускалась выдача войскам французских гранат F-1. Дело было в том, что запалы французского образца отличались ненадёжностью. Их картонные корпуса не обеспечивали герметичности, и детонационный состав отсыревал, что приводило к массовым отказам гранат, а того хуже — и к прострелам, что было чревато взрывом в руках.
В 1925 году Артиллерийский комитет констатировал, что потребность в ручных гранатах РККА удовлетворена всего на 0,5 %. Для исправления ситуации Артком 25 июня 1925 года постановил:
- Артиллерийскому Управлению РККА произвести всестороннее испытание существующих образцов ручных гранат, ныне состоящих на вооружении.
- Необходимо внести усовершенствования в гранату образца 1914 года, с целью увеличения её поражающей способности.
- Сконструировать гранату осколочного действия типа Миллс, но более совершенную.
- В ручных гранатах F-1 швейцарские запалы заменить запалами Ковешникова.

В сентябре 1925 года проводились сравнительные испытания гранат основных типов, имевшихся на складах. Основным проверяемым критерием было осколочное поражение гранат. Выводы, сделанные комиссией, звучали следующим образом:
…таким образом, положение вопроса о типах ручных гранат для снабжения РККА в настоящее время представляется следующим: ручная граната образца 1914 года, снаряжённая мелинитом, значительно превосходит своим действием все другие виды гранат и по характеру своего действия является типичным образцом наступательной гранаты; требуется лишь уменьшить число отдельных далеко (свыше 20 шагов) летящих осколков настолько, насколько это позволит состояние техники этого дела. Это усовершенствование предусматривается прилагаемыми «Требованиями о новых образцах ручных гранат». Гранаты Миллса и F-1 при условии снабжения их более совершенными запалами признаются удовлетворительными как оборонительные гранаты, при этом гранаты Миллса несколько сильнее по действию, нежели F-1. Ввиду ограниченных запасов этих двух видов гранат надлежит разработать новый тип оборонительной гранаты, удовлетворяющей новым требованиям…
В 1926 году были проведены испытания гранат F-1 из имеющихся на хранении (на складах в тот момент имелся 1 млн гранат данной системы) с запалом Ковешникова разработки 1920 года. По результатам испытаний конструкция запала была доработана, и после войсковых испытаний в 1927 году граната F-1 с запалом Ковешникова под наименованием ручная граната марки Ф-1 с запалом системы Ф. В. Ковешникова в 1928 году была принята на вооружение РККА.
Все имевшиеся на складах гранаты были снабжены запалами Ковешникова уже к началу 1930-х годов, а в скором времени в СССР было налажено собственное производство корпусов гранат.
В 1939 году инженер Ф. И. Храмеев доработал гранату — корпус лимонки стал несколько проще, утратил нижнее окно.
Существует ещё одна версия появления гранаты Ф-1. В 1999 году полковник в отставке Фёдор Иосифович Храмеев сообщил в интервью журналу «Коммерсантъ Власть», что в 1939 году им была сконструирована граната Ф-1.
В феврале 1939 года я получил задание на разработку оборонительной гранаты… в Москве я видел альбом, выпущенный российским Генштабом в 1916 году, где были представлены изображения всех применявшихся в Первую мировую войну гранат. Немецкие и французские были рифлёные, яйцеобразной формы. Особенно мне понравилась французская F-1. Она точно соответствовала полученному заданию: удобная в бросании, безопасный запал, достаточное количество осколков. В альбоме был только рисунок. Я разработал все рабочие чертежи. Пришлось помучиться. Заменил простой чугун, из которого была сделана F-1, на сталистый — для увеличения убойной силы осколков.
Как сообщил в интервью Ф. И. Храмеев, предварительные испытания гранаты были минимальны, было изготовлено всего 10 опытных образцов, которые были вскоре испытаны, а затем конструкция была запущена в серийное производство:

— Была создана какая-то приёмная комиссия?

— Да нет! Опять же я один. Дал мне начальник завода майор Будкин бричку-пароконку и послал на наш полигон. Бросаю гранаты одну за другой в овраг. И на тебе — девять взорвались, а одна — нет. Возвращаюсь, докладываю. Будкин на меня с криком: мол, секретный образец без присмотра оставил! Еду обратно, снова один.

— Боязно было?

— Не без того. Лёг я на край оврага, увидел, где граната в глине лежит. Взял длинную проволоку, сделал на конце петлю и аккуратно зацепил ею гранату. Подёргал. Не взорвалась. Оказалось, запал подвёл. Так и вытащил её, разрядил, привез, зашёл к Будкину и положил ему на стол. Он заорал и из кабинета выскочил пулей. А дальше мы передали чертежи в Главное артиллерийское управление (ГАУ), и гранату пустили в массовое производство. Без всяких опытных серий.

В 1942—43 годах запал Ковешникова заменили стандартным унифицированным запалом УЗРГ; после окончания Великой Отечественной войны запал был усовершенствован, повышена надёжность срабатывания, и он получил обозначение УЗРГМ.
Изготавливалась на Нововятском механическом заводе (завод № 608) и заводе Лепсе (завод № 266).

## ТТХ и устройство
Граната Ф-1 обладает следующими тактико-техническими характеристиками:
- Общий вес: 600 граммов
- Вес ВВ: 60 граммов
- Дальность броска: 35-45 м
- Расчётный радиус поражения: осколками — до 50 м; ударной волной (70—80 кПа) — менее 0,5 м.
- Безопасное расстояние — 50 м[11].
- Время замедления запала: 3,2—4,2 сек[12][13].
- Количество осколков: до 300 штук[14].

Граната Ф-1 относится к ручным противопехотным осколочным оборонительным гранатам дистанционного действия. Конструкция её оказалось настолько удачной, что без принципиальных изменений просуществовала до настоящего времени. Несколько изменялась и дорабатывалась с целью повышения надёжности эксплуатирования конструкция запала.
- Ручная — доставляется к цели за счёт броска рукой солдата.
- Противопехотная — предназначена для поражения живой силы противника.
- Осколочная — поражение производится преимущественно с помощью осколков металлического корпуса гранаты.
- Оборонительная — радиус разлёта осколков превышает среднюю дальность броска гранаты с помощью мышечной силы бойца, что обусловливает необходимость броска гранаты из укрытия во избежание поражения осколками своей же гранаты.
- Дистанционного действия — подрыв гранаты происходит через некоторое время после броска (3,2…4,2 сек.)[12].

Подобно большинству противопехотных гранат, Ф-1 состоит из 3-х основных частей.
- Запал. Граната имеет универсальный запал УЗРГМ (или УЗРГ), подходящий также к гранатам РГ-42, РГД-5. Запал УЗРГМ отличается от УЗРГ изменениями в форме спусковой скобы и конструкции ударника, позволившими снизить частоту отказов оружия.
- Взрывчатое вещество. Заряд взрывчатого вещества — 60 г тротила. Возможно снаряжение тринитрофенолом. Такие гранаты имеют увеличенную поражающую способность, но и срок хранения на складах жёстко ограничен, по истечении граната представляет собой значительную опасность. Шашка ВВ изолируется от металла корпуса лаком, парафином или бумагой. Известны случаи снаряжения гранат пироксилиновыми смесями.
- Металлическая оболочка. Внешне граната имеет овальный ребристый корпус из сталистого чугуна, профиль напоминает букву «Ж». Корпус — сложная отливка, льётся в землю, возможно и кокильное литьё (отсюда и форма). Изначально оребрение создавалось для образования при взрыве осколков определённого размера и массы, также оребрение выполняет эргономическую функцию, способствуя лучшему удержанию гранаты в руке. Впоследствии некоторыми исследователями были высказаны сомнения в эффективности подобной системы формирования осколков (чугун дробится на мелкие осколки независимо от формы корпуса). Нарезка корпуса облегчает привязывание гранаты к колышку. Общий вес гранаты с запалом — 600 грамм.

В состав запала УЗРГ входят, помимо непосредственно корпуса, следующие элементы:
- Предохранительная чека, представляющая собой кольцо с двумя отрезками проволоки, которые, проходя через отверстия в корпусе запала, закрепляются разгибанием в отверстии с противоположной стороны запала и защищают чеку от случайного выпадения. При этом чека блокирует ударник, не давая ему ударить по капсюль-воспламенителю.
- Ударник представляет собой металлический стержень, заострённый со стороны, направленной на капсюль, и имеющий выступ с противоположной стороны, которым он держится за спусковой рычаг. Также к бойку крепится ударная пружина, обеспечивающая его удар по капсюлю.
- Спусковой рычаг — изогнутая металлическая пластина, которая после удаления предохранительной чеки блокирует боёк в исходном положении. После того, как граната брошена, спусковая скоба выталкивается давлением пружины бойка, и тот бьёт по капсюлю, активируя его. То есть гранату с выдернутой предохранительной чекой можно держать перед броском неопределённо долго. Данная особенность позволяла сократить дистанцию замедления до минимума и практически исключить обратный переброс гранаты противником в отличие, например, от германских образцов с тёрочным запалом.
- Капсюль-воспламенитель поджигает замедлитель.
- Замедлитель передаёт за определённое время форс пламени от капсюля-воспламенителя к капсюлю-детонатору и создаёт временной интервал между началом броска (момент высвобождения ударника) и подрывом гранаты. В то же время в отличие от гранат с ударным взрывателем, граната весьма безопасна в производстве и хранении, поставляется заводами в готовом к бою состоянии, чем выгодно отличается от последних, снаряжаемых обычно в войсковых мастерских.
- Детонирующая смесь капсюля-детонатора подрывает взрывчатое вещество гранаты[12].

## Использование
Для применения гранаты необходимо разогнуть усики предохранительной чеки, взять гранату в правую руку так, чтобы пальцы прижимали рычаг к корпусу. Перед метанием гранаты, продев указательный палец левой руки в кольцо чеки, выдернуть её. Опытные инструкторы утверждают, что левша без проблем может держать и метать гранату левой, а чеку выдёргивать правой. Граната может продолжать оставаться в руке сколько угодно долго, пока не отпущен рычаг, ударник запала не может разбить капсюль (в принципе, если потребность в броске гранаты отпала, а чека не выброшена, её можно (не отпуская рычаг!) вставить обратно; после загибания усиков чеки граната пригодна к нормальному хранению). После выбора момента броска и цели — бросить в цель гранату. В этот момент рычаг под воздействием пружины ударника повернётся, освобождая ударник, и отлетит в сторону. Ударник наколет капсюль и через 3,2 — 4,2 секунды произойдёт взрыв.
Граната предназначена для поражения живой силы и небронированной техники. Поражающими факторами являются непосредственное фугасное действие взрывчатки и осколки, формирующиеся при разрушении металлической оболочки гранаты.

## Маркировка и хранение
Боевая граната окрашивается в зелёный цвет (от хаки до тёмно-зелёного). Учебно-имитационная граната окрашивается в чёрный цвет с двумя белыми (вертикальная и горизонтальная) полосами. Кроме того, она имеет в нижней части отверстие. Боевой запал окраски не имеет. У учебно-имитационного запала кольцо чеки и нижняя часть прижимного рычага окрашены в алый цвет.
Гранаты Ф-1 упаковываются в деревянные ящики по 20 штук, отверстие для запала заглушено пластмассовой заглушкой. Запалы УЗРГМ хранятся в этом же ящике отдельно в двух металлических герметично запаянных банках (по 10 штук в банке). Вес ящика — 20 кг. Ящик комплектуется консервным ножом, предназначенным для открытия банки с запалами. Гранаты снаряжаются запалами непосредственно перед боем, при переводе из боевого положения запал изымается из гранаты и хранится отдельно.
Целью упаковки запалов в герметичную тару является обеспечение максимальной сохранности в течение всего времени хранения, предотвращение коррозии и окисления компонентов детонирующей смеси.
В учебно-демонстрационных целях применяется граната Ф-1-А (индекс ГРАУ: 57-Г-7214У), имеющая ¼-й вырез корпуса, ВВ имитируется гипсом. Для учебных целей по метанию гранаты используется граната УРГ с отверстием в донышке и соответствующей окраской.

## Боевое применение

### Тактические особенности боевого применения
В условиях открытой местности эффективная дальность поражения противника при взрыве гранаты непосредственно фугасным действием боеприпаса составляет 3-5 метров. Радиус сплошного поражения живой силы осколками — 7 метров. Шансы на поражение осколками гранаты сохраняются на дистанции до 200 метров, но это утверждение верно только для крупных фрагментов гранаты. Как правило, это элементы запала, реже — фрагменты днища гранаты; основная часть чугунного корпуса (более 60 %) при взрыве распыляется на мелкие неопасные осколки. Чем более крупным является осколок, тем выше его потенциальная дальность поражения. Начальная скорость осколков гранаты составляет 700-720 метров в секунду; масса осколков в среднем 1-2 грамма, хотя встречаются как более крупные, так и более мелкие.
Особенности поражающих факторов гранат закономерно определяют области применения в современных конфликтах. Наибольшим эффектом гранаты обладают в помещениях и замкнутых пространствах. Это связано со следующими факторами. Во-первых, в относительно небольшом помещении, размерами до 30 метров, всё пространство находится в зоне поражения осколков, также осколки могут рикошетить от стен, потолка и пола, что также увеличивает шансы поражения противника, даже если он находится в укрытии. Во-вторых, фугасное действие гранаты в замкнутом помещении многократно усиливается, вызывая контузии, баротравму, дезориентируя противника, что позволяет, воспользовавшись моментом, проникнуть в помещение и воспользоваться другим оружием для его уничтожения.
Граната Ф-1 более эффективна по сравнению с наступательными гранатами при штурме замкнутых пространств и помещений, так как из-за более высокой массы она даёт большее количество осколков и обладает более выраженным фугасным действием. Всё это позволяет с большей вероятностью выводить противника из строя.

### Тактические особенности диверсионного применения
Также гранаты Ф-1 часто используются при постановке растяжек, что обусловлено количеством осколков, повышающим шансы на поражение противника, и надёжным запалом, которому не повредит длительное нахождение в неблагоприятных условиях перед тем, как ловушка сработает. Комбинация из 2 гранат Ф-1 создаёт растяжку, обладающую ещё и некоторыми противосапёрными свойствами — она взрывается при перерезании тросика (проволоки). В спецподразделениях запалы гранат Ф-1 «дорабатывают», перед установкой в качестве растяжки спиливают детонирующий заряд и убирают фитиль-замедлитель. 
Также можно снарядить гранату минным взрывателем мгновенного действия, подходящим по размерам; тем самым добиваются практически мгновенного взрыва и лишают противника 3—4 секунд на спасение.

### Применение в военных конфликтах
В начале Второй мировой войны корпуса гранат снаряжали вместо тротила имевшимися под рукой взрывчатыми веществами; поисковики находят в районе Санкт-Петербурга гранаты, снаряжённые дымным порохом. Граната с такой начинкой вполне эффективна, хотя и менее надёжна.
Во время Великой Отечественной войны Ф-1 широко применялась на всех фронтах.
В конце 1930-х и в начале 1940-х годов тактические наставления для пехотных частей рекомендовали Ф-1 в том числе и в качестве противотанкового средства. Несколько гранат плотно увязывались в мешок так, чтобы детонатор одной из них оставался снаружи, мешок бросался под гусеницы или колёса вражеской бронетехники с целью вывода из строя ходовой части. Впоследствии данный метод не получил широкого распространения из-за своей относительно низкой эффективности.
Широко использовались советской армией во время Афганской войны.
Используется обеими сторонами в ходе вторжения России в Украину.

### Состоит на вооружении
Граната Ф-1 состоит на вооружении во всех армиях стран СНГ, также она получила широкое распространение в странах Африки и Латинской Америки. Также существуют болгарская, иранская и китайская копии.
В 2017 году выпуск гранаты (под наименованием F-1) освоен в Азербайджане, 9 сентября 2024 года было объявлено о освоении производства копии гранаты Ф-1 на Украине.

## Ф-1 в кино и явные несоответствия действительности
В боевиках можно часто увидеть гранаты, подвешенные за кольцо предохранительной чеки на поясе или жилете. В реальности здравомыслящий человек так поступать не будет: во время боя приходится передвигаться по пересечённой местности, где высок риск зацепиться чем-нибудь за гранату и выдернуть из неё предохранительную чеку. После этого граната вполне закономерно взорвётся, скорее всего, уничтожив бойца или как минимум демаскировав его. Во время боя гранаты находятся в гранатном подсумке или разгрузочном жилете, а при их отсутствии — в карманах одежды. Но следует заметить, что при использовании таких гранат в уличных боях между бандами часто применялось их ношение с помощью зацепления предохранительной скобой за поясной ремень сбоку или сзади, где граната прикрыта полами верхней одежды либо, как и пистолет, могла быть в тёплое время года скрыта под рубашкой навыпуск - в этом случае и то, и другое носили спереди.
В художественных фильмах часто можно увидеть героя, выдёргивающего чеку гранаты зубами. В реальности в большинстве случаев подобное действие приведёт к потере зубов. Это связано с тем, что для удаления предохранительной чеки требуется значительное физическое усилие: это сделано намеренно для предотвращения случайных подрывов гранат.
Также во многих фильмах можно увидеть, как граната, падающая в группу людей, разбрасывает их в разные стороны, убивая большую их часть. На практике это далеко не так. При подрыве гранаты не образуется мощной взрывной волны: действительно, люди, находящиеся в радиусе 2-3 метров от места подрыва, получают баротравмы, контузии, зачастую они падают на землю, но никого не отбрасывает от места взрыва на десяток метров. Осколки же поражают только непосредственно близко стоящих к месту подрыва. Обладая небольшой массой и низкой проникающей способностью, подавляющее большинство осколков не способно пробить тело человека насквозь. На этом и основан принцип спасения товарищей путём накрытия гранаты своим телом.
В некоторых фильмах и многих иллюстрациях граната Ф-1 — чёрного цвета, что создаёт мнение о стандартности чёрной окраски гранаты. На самом же деле чёрная окраска означает, что граната учебная или является муляжом, боевые гранаты окрашены в зелёный цвет.

## Обучение бойцов
При поражении осколками гранаты велика доля случайности: так, в некоторых случаях подрыв гранаты в непосредственной близости от бойца может только оглушить его; однако известны случаи, когда одиночный осколок гранаты поражал бойца, находящегося в укрытии на дистанции 70-80 метров от места подрыва гранаты.
Для новобранцев метание гранаты часто представляет психологическую проблему: основываясь на представлениях, полученных из боевиков, они считают гранату оружием чудовищной разрушительной силы и испытывают панический страх, что приводит к глупым и абсурдным действиям, которые действительно могут представлять угрозу их жизни. Так, например, они могут метнуть вместо гранаты чеку, а гранату оставить в окопе; уронить активированную гранату себе под ноги и, будучи парализованными страхом, стоять, дожидаясь взрыва, вместо того, чтобы отбежать и залечь. Также важно соблюдать технику безопасности при метании гранат в зимнее время: граната при броске может зацепиться за торчащие части одежды и полететь в опасном для бойца направлении или даже закатиться в рукав.

## Оценка гранаты
В целом данный образец противопехотной гранаты следует считать удачным. Ф-1 прошла проверку временем, имеет простое, надёжное устройство, технологична и проста в изготовлении, эффективно справляется с поставленными перед данным типом оружия задачами. Закономерно, что недостатки гранаты вытекают из её достоинств.

### Достоинства
Благодаря своей простой и надёжной конструкции граната Ф-1 состоит на вооружении уже около 80 лет без существенных изменений и, вероятно, ещё долго не будет снята с вооружения. Достоинства, обеспечивающие такой долгий срок службы, следующие:
- Корпус естественного дробления, из которого успешно формируются поражающие элементы даже при повреждениях металлической рубашки.
- Дистанционный запал обладает относительно простой конструкцией и отличается высокой надёжностью.
- Цельнометаллический монолитный корпус прост в изготовлении и может быть изготовлен практически на любом промышленном предприятии, даже не специализированном. Материал корпуса — сталистый чугун — очень дёшев.
- Простота внутренней конструкции позволяет в условиях войны использовать вместо штатного тротила любую имеющуюся в распоряжении взрывчатку.
- Мощность взрыва данной гранаты такова, что, будучи брошенной в колодец, буквально «выбрасывает» все находящиеся в нём предметы, включая воду. Это свойство полезно при штурмах различных шахт и тоннелей среднего диаметра. Если скрывающегося за поворотом, углом или иным препятствием на дистанции ближе 3 метров от взрыва противника не заденут осколки, то его почти гарантированно убьёт резким пневматическим ударом, вызванным взрывной волной[24]. Атакующему при этом запрещено находиться в туннеле, так как он сам может пострадать.
- Дистанционное действие подрыва позволяет забрасывать гранату к противнику, используя отскок от стен, потолка и различных препятствий.

### Недостатки
Недостатки данной гранаты обусловлены преимущественно устареванием её конструкции, а не недочётами при конструировании. К ним относятся:
- Низкая эффективность образования осколков при дроблении корпуса. Большая часть массы корпуса (до 60 %) образует слишком мелкие неубойные осколки. В то же время часто образуется и несколько слишком крупных осколков, повышающих опасную дистанцию и снижающих число осколков оптимального размера. Рифление корпуса, имеющее, в общем, случайный характер, не может обеспечить формирование осколков удовлетворительной формы и оптимальное распределение их по массе (сама идея формирования осколков предсказуемого размера за счёт рифления корпуса оказалась не совсем верной).
- Дистанционный запал не приводит к взрыву при попадании в цель, а срабатывает через некоторое время (это свойство любого дистанционного запала, а не только УЗРГ).
- Граната относительно тяжёлая, что несколько снижает предельную дальность броска.